# Jáchym Bulín
Jáchym Bulín (7. září 1934 Hirschberg – 25. května 2021 Falun) byl československý lyžař, skokan na lyžích. Po skončení aktivní kariéry působil jako trenér.

## Sportovní kariéra
Na VII. ZOH v Cortině d'Ampezzo 1956 skončil ve skocích na lyžích na 29. místě. Na Turné čtyř můstků skončil v sezóně 1955/56 na 32. místě, v sezóně 1956/57 na 27. místě a v sezóně 1957/58 na 13. místě.

## Trenérská kariéra
Od roku 1970 byl trenérem československé reprezentace. V roce 1978 z Československa odešel a byl trenérem švédské reprezentace, kde například vedl Jana Boklöva.